# Дона Стрикланд
Дона Тео Стрикланд (на английски: Donna Theo Strickland) е канадска физичка, пионер в областта на лазерите.
През 2018 година заедно с научния си ръководител Жерар Муру от Екол Политекник и с американския физик Артър Ашкин са тримата носители, удостоени с Нобеловата награда за физика. С това Стрикланд става третата жена в света, носителка на наградата, след Мария Кюри през 1903 година и Мария Гьоперт-Майер през 1963 година. Признанието за Муру и Стрикланд е свързано с тяхната разработка на метод за генериране на ултракъси оптични импулси с висок интензитет, който намира приложение в различни индустриални и медицински приложения, както и във фундаментални научни изследвания.

## Биография
Дона Стрикланд е родена на 27 май 1959 в Гуелф, Онтарио, Канада. През 1981 година завършва бакалавърска степен по физика в Университета „Макмастър“ и защитава докторат по физика със специалност оптика в Рочестърския университет през 1989 година. Докторската ѝ дисертация е на тема разработка на ултраярък лазер и приложението му за мултифотонна йонизация. Неин научен ръководител е Жерар Муру.
Към октомври 2018 година Стрикланд е доцент към Университета на Уотърлу, където ръководи група, разработваща високочестотни лазерни системи за нелинейни оптически изследвания. Пионерските ѝ трудове в областта са от 1985 година и водят до развитието на лазерни лъчи с висок интензитет и ултракъси оптични импулси. Работи и върху приложението на високочестотните лазери в лечението на пресбиопия на човешката очна леща.
В професионален план, Стрикланд е била заместник-председател (2011) и председател (2013) на Американското оптическо общество и тематичен редактор в списание „Optics Letters“ от 2004 до 2010 година.

## Награди
През 1998 година Дона Стрикланд печели изследователската стипендия на името на Алфред П. Слоун. През 1999, Стрикланд получава Наградата за отлични научни постижения на Премиера на Онтарио. През 2000 година е удостоена с наградата „Котрел“ за научни изследвания и академично лидерство. През 2008 година е избрана за пожизнен член на Американското оптическо общество. През 2018 година става една от тримата носители на Нобеловата награда за физика.
|  | Тази страница частично или изцяло представлява превод на страницата Donna Strickland в Уикипедия на английски. Оригиналният текст, както и този превод, са защитени от Лиценза „Криейтив Комънс – Признание – Споделяне на споделеното“, а за съдържание, създадено преди юни 2009 година – от Лиценза за свободна документация на ГНУ. Прегледайте историята на редакциите на оригиналната страница, както и на преводната страница, за да видите списъка на съавторите. ВАЖНО: Този шаблон се отнася единствено до авторските права върху съдържанието на статията. Добавянето му не отменя изискването да се посочват конкретни източници на твърденията, които да бъдат благонадеждни. |